# Novojeruzalemski samostan
Novojeruzalemski samostan (rusko Новоиерусалимский монастырь, tudi samostan Novi Jeruzalem in samostan vstajenja, je ruski pravoslavni moški samostan v mestu Istra v Moskovski oblasti.
Samostan je leta 1656 ustanovil patriarh Nikon kot patriarhalno rezidenco zunaj Moskve in ga poimenoval po svetopisemskem Novem Jeruzalemu. Samostan vključuje vstajensko katedralo (1656–1685), rezidenco patriarha Nikona, kamnito obzidje s stolpi (1690–1694), cerkev Svete Trojice (1686–1698) in druge zgradbe, vse okrašene z majoliko in štukaturo. Med arhitekti, ki so v različnih obdobjih prispevali k širitvi samostana, najdemo Jakova Bukhvostovа, Matveja Kazakova, Bartolomeja Francesca Rastrellija in druge. V 17. stoletju je novojeruzalemski samostan dobil veliko knjižnico, v kateri je Nikon zbiral rokopise iz drugih samostanov. Ob sekularizaciji leta 1764 je imel samostan okoli 13 tisoč podložnikov.
Leto po oktobrski revoluciji so samostan leta 1918 zaprli. Leta 1920 so v prostorih samostana odprli zgodovinski in umetnostni muzej. Leta 1935 je bil v muzejski sklop vključen še pokrajinski muzej Moskovske oblasti. Med bitko za Moskvo je leta 1941 je 2. SS-tankovska divizija »Das Reich« samostan izropala. Med umikom so Nemci razstrelili veliki zvonik in uničili obzidne stolpe. Zrušil se je obok katedrale, ki je zasul slavni ikonostas in druge zgodovinske dragocenosti.
Leta 1959 so muzej ponovno odprli za obiskovalce, vendar brez zvonika in notranje opreme stolnice. V devetdesetih letih 20. stoletja je Novi Jeruzalem spet začel delovati kot moški samostan.
Leta 2015 so bila končana obsežna obnovitvena dela, v sklopu katerih so obnovili tudi predhodno uničen zvonik ter restavrirali številne ikone v notranjosti. Samostan je od takrat postal priljubljena romarska in turistična destinacija.